# Campionato mondiale FIFUSA 1991
La quarta edizione dei Campionati del mondo di futsal, massima competizione per squadre nazionali patrocinata dalla FIFUSA ed organizzata dalla Federazione Italiana Football Sala, si è svolta in Italia, a Milano nel 1991. Vi hanno partecipato ventidue squadre nazionali. Nella finale il Portogallo ha battuto i campioni in carica del Paraguay per 3-2 ai calci di rigore, dopo che i tempi supplementari si erano chiusi sul 1-1.
Diverse delle partite in programma sono state seguite dall'emittente a pagamento TELE+2.

## Classifica finale
1. Portogallo
2. Paraguay
3. Brasile
4. Bolivia
5. Argentina
6. Spagna
7. Venezuela
8. Cecoslovacchia
9. Colombia
10. Uruguay
11. Australia
12. Porto Rico
13. Inghilterra
14. Messico
15. Israele
16. Francia
17. Unione Sovietica
18. Canada
19. Ungheria
20. Italia
21. Giappone
22. Stati Uniti